# Commutador (matemàtiques)
En matemàtiques, i més específicament en àlgebra, el commutador dona una indicació de la mesura en què una certa operació binària fracassa a ser commutativa. Hi ha dues definicions diferents de commutador, segons que s'utilitzi en teoria de grups o teoria d'anells.

## Teoria de grups
El commutador de dos elements, g i h, d'un grup G, és l'element
[g, h] = g−1h−1gh.
És igual a l'element neutre del grup si i només si g i h commuten (i.e., si i només si gh = hg). El subgrup de {\displaystyle G} generat per tots els commutadors s'anomena grup derivat o subgrup dels commutadors de G. Observi's que cal considerar el subgrup generat pel conjunt de commutadors perquè en general el conjunt de commutadors no és estable per l'operació del grup. Els commutadors s'utilitzen per a definir els conceptes de grup nilpotent i de grup resoluble.
N.B. La definició anterior del commutador és la que fan servir alguns teòrics de grups. D'altres el defineixen com
[g, h] = ghg−1h−1.

### Identitats
Les identitats amb commutadors són una eina important en teoria de grups. L'expressió ax denota el conjugat de a per x, definit com a x−1a x.
1. {\displaystyle x^{y}=x[x,y].\,}
2. {\displaystyle [y,x]=[x,y]^{-1}.\,}
3. {\displaystyle [x,zy]=[x,y]\cdot [x,z]^{y}} i {\displaystyle [xz,y]=[x,y]^{z}\cdot [z,y].}
4. {\displaystyle [x,y^{-1}]=[y,x]^{y^{-1}}} i {\displaystyle [x^{-1},y]=[y,x]^{x^{-1}}.}
5. {\displaystyle [[x,y^{-1}],z]^{y}\cdot [[y,z^{-1}],x]^{z}\cdot [[z,x^{-1}],y]^{x}=1} i {\displaystyle [[x,y],z^{x}]\cdot [[z,x],y^{z}]\cdot [[y,z],x^{y}]=1.}

La darrera és la identitat de Hall–Witt, i és anàloga a la identitat de Jacobi.
N.B. La definició anterior del conjugat de a per x és la usada per alguns teòrics. D'altres defineixen el conjugat de a per x com xax−1. Això a vegades s'escriu xa. Amb aquesta altra convenció es poden escriure identitats similars.
Hi ha una àmplia gamma d'identitats que són certes mòdul certs subgrups. Són especialment útils en l'estudi de grups resolubles i grups nilpotents. Per exemple, en qualsevol grup les segons potències es comporten bé:
{\displaystyle (xy)^{2}=x^{2}y^{2}[y,x][[y,x],y].\,}
Si el subgrup derivat és central, llavors
{\displaystyle (xy)^{n}=x^{n}y^{n}[y,x]^{\binom {n}{2}}.}

## Teoria d'anells
El commutador de dos elements a i b d'un anell o una àlgebra es defineix per
[a, b] = ab − ba.
És zero si i només si a i b commuten.
El commutador és clarament bilineal, i alternat ([x,x]=0). Suposant que l'àlgebra sigui associativa, es comprova fàcilment que el commutador també satisfà la identitat de Jacobi, de manera que tota àlgebra associativa té associada automàticament una estructura d'àlgebra de Lie, amb el producte de Lie definit pel commutador. En particular, l'àlgebra de les matrius quadrades, l'àlgebra dels operadors d'un espai vectorial, o certes àlgebres d'operadors, són àlgebres de Lie.
Un aplicació física extraordinàriament important del commutador d'operadors es dona en la mecànica quàntica. En ella les magnituds físiques observables es representen per certs operadors que actuen en un espai de Hilbert, i el commutador de dos d'aquests operadors quantifica fins a quin punt es poden mesurar simultàniament, tal com ve expressat pel principi d'incertesa.

### Identitats
El commutador té les propietats següents:
Relacions tipus àlgebra de Lie:
- {\displaystyle [A,A]=0} (alternat)
- {\displaystyle [A,B]=-[B,A]} (anticommutativitat)
- {\displaystyle [A,[B,C]]+[B,[C,A]]+[C,[A,B]]=0} (identitat de Jacobi)

Relacions addicionals:
- {\displaystyle [A,BC]=[A,B]C+B[A,C]}
- {\displaystyle [AB,C]=A[B,C]+[A,C]B}
- {\displaystyle [ABC,D]=AB[C,D]+A[B,D]C+[A,D]BC}
- {\displaystyle [AB,CD]=A[B,CD]+[A,CD]B=A[B,C]D+AC[B,D]+[A,C]DB+C[A,D]B}
- {\displaystyle [[[A,B],C],D]+[[[B,C],D],A]+[[[C,D],A],B]+[[[D,A],B],C]=[[A,C],[B,D]]}
- {\displaystyle [AB,C]=A\{B,C\}-\{A,C\}B}, on {\displaystyle \{A,B\}=AB+BA} és l'anticommutador definit a sota.

Si A és un element fix d'un anell R, la primera relació addicional també es pot interpretar com una regla de Leibniz per a l'aplicació {\displaystyle \scriptstyle D_{A}:R\rightarrow R} donada per B ↦ [A,B]. En altres paraules, l'aplicació DA és una derivació a l'anell R.
La següent identitat ("lema d'Hadamard") que implica commutadors niats, subjacent a la fórmula de Baker-Campbell-Hausdorff per a log(expA expB), és també útil:
- {\displaystyle e^{A}Be^{-A}=B+[A,B]+{\frac {1}{2!}}[A,[A,B]]+{\frac {1}{3!}}[A,[A,[A,B]]]+\cdots \equiv e^{ad(A)}B.}

L'ús del mateix desenvolupament expressa el commutador de grup de Lie citat en termes d'una sèrie de parèntesis de Lie niats 
- {\displaystyle \ln \left(e^{A}e^{B}e^{-A}e^{-B}\right)=[A,B]+{\frac {1}{2!}}[(A+B),[A,B]]+{\frac {1}{3!}}\left([A,[B,[B,A]]]/2+[(A+B),[(A+B),[A,B]]]\right)+\cdots .}

## Anells i àlgebres graduats
En tractar amb àlgebres graduades, el commutador es reemplaça normalment pel commutador graduat, definit sobre elements homogenis com {\displaystyle \ [\omega ,\eta ]_{gr}:=\omega \eta -(-1)^{\deg \omega \deg \eta }\eta \omega .}

## Derivacions
Si un tracta amb diversos commutadors, hi ha una altra notació que pot ser força útil, ja que porta a definir la representació adjunta:
{\displaystyle \operatorname {ad} _{x}(y)=[x,y].}
Llavors {\displaystyle \operatorname {ad} _{x}=\operatorname {ad} (x)} és una derivació i {\displaystyle \operatorname {ad} } és lineal, i.e., 
{\displaystyle {\rm {ad}}(x+y)={\rm {ad}}(x)+{\rm {ad}}(y)} i
{\displaystyle {\rm {ad}}(\lambda x)=\lambda \,\operatorname {ad} (x)}, 
i un homomorfisme d'àlgebres de Lie: 
{\displaystyle {\rm {ad}}([x,y])=[{\rm {ad}}(x),{\rm {ad}}(y)]}, 
tot i que en general no és un homomorfisme d'àlgebres (la identitat
{\displaystyle \operatorname {ad} (xy)=\operatorname {ad} (x)\operatorname {ad} (y)}
és en general falsa).

## Anticommutador
L'anticommutador de dos elements a i b d'un anell o una àlgebra associativa es defineix per
{a, b} = ab + ba.
A vegades en lloc de claus s'usen els claudàtors [, ]+. L'anticommutador es fa servir menys sovint que el commutador, però per exemple s'usa per a definir les àlgebres de Clifford i de Jordan.